# Call of Duty: Black Ops 4
Call of Duty: Black Ops 4 je střílečka z pohledu první osoby z roku 2018, kterou vyvinula společnost Treyarch a vydala společnost Activision. Jedná se o patnáctý díl série Call of Duty a pátý díl podsérie Black Ops, který následuje po Call of Duty: Black Ops III (2015). Hra byla vydána 12. října 2018 pro PlayStation 4, Windows a Xbox One.

## Hratelnost
Black Ops 4 je prvním titulem Call of Duty, který neobsahuje kampaň pro jednoho hráče. Místo toho obsahuje velitelství Specialist HQ, které podrobně popisuje příběhy postav pro multiplayer. Tyto mise se chronologicky odehrávají mezi hrami Call of Duty: Black Ops II (2012) a Call of Duty: Black Ops III.
Multiplayer je první v sérii, který neobsahuje automatickou regeneraci zdraví, a zavádí prediktivní zpětný ráz i nový balistický systém. Vrací se také kooperativní režim Zombies, v němž jsou v den vydání k dispozici čtyři mapy. Navíc obsahuje režim battle royale s názvem Blackout, v němž se v každém zápase může utkat až 100 hráčů.

## Vydání
Během vývoje hry společnost Treyarch původně plánovala zařadit do hry režim podobný kampani s názvem "Kariéra", který měl navazovat na příběh Black Ops III, ale kvůli technickým problémům, načasování a negativní zpětné vazbě od testerů byl tento režim na začátku roku 2018 zrušen.
Tým se uchýlil k vytvoření režimu battle royale Blackout. Teasing hry začal v březnu 2018. Úplné odhalení proběhlo později v květnu. Pro Black Ops 4 se konaly dvě bety, jedna pro multiplayer a druhá pro Blackout.

## Přijetí a kritika
Hra byla před vydáním přijata negativně kvůli absenci režimu kampaně a season passu, který distribuuje stahovatelný obsah (DLC). Po vydání se hra dočkala pozitivních recenzí od kritiků, přičemž chvála směřovala na hru Blackout.
Kritiku sklidila za design mikrotransakcí implementovaných v aktualizacích. Přestože hra během prvních tří dnů od vydání dosáhla celosvětových prodejů přes 500 milionů dolarů, nakonec nesplnila celková očekávání společnosti Activision ohledně prodejů.
Po této hře následovala hra Call of Duty: Black Ops Cold War.